# Гречкосий, Иван Семёнович
Иван Семёнович Гречкосий (26 мая 1901 года, с. Аликеч-Корпе, Андреевская волость, Феодосийский уезд, Таврическая губерния — 1 декабря 1985 года, Москва) — советский военный деятель, генерал-майор (11 июля 1945 года),  кандидат военных наук (8 июня 1951 года).

## Начальная биография
Иван Семёнович Гречкосий родился 26 мая 1901 года в селе Аликечь-Карпе Нижнегорского района Республики Крым.

## Военная служба

### Довоенное время
25 сентября 1922 года призван в ряды РККА и направлен в 111-й стрелковый полк в составе 37-й стрелковой дивизии (Северокавказский военный округ)
. С ноября того же года учился в учебно-дивизионной школе, а в июле 1923 года переведён в окружную военно-политическую школу имени К. Е. Ворошилова Северокавказского военного округа в Ростове-на-Дону, после окончания которой в августе 1925 года назначен на должность политрука батареи 121-го зенитно-артиллерийского полка.
В 1929 году сдал экстерном экзамен на командира взвода запаса зенитной артиллерии.
В мае 1931 года направлен на учёбу на артиллерийское отделение Военной академии имени М. В. Фрунзе, после окончания которого в мае 1934 года назначен на должность помощника начальника штаба 136-го гаубичного артиллерийского полка. В том же году окончил артиллерийские курсы усовершенствования командного состава в Детском Селе.
В январе 1936 года переведён в Управление ПВО РККА и назначен на должность старшего помощника начальника оперативного отдела.
В октябре 1939 года направлен на учёбу в Академию Генштаба имени К. Е. Ворошилова.

### Великая Отечественная война
С началом войны И. С. Гречкосий 16 июля 1941 года был выпущен из академии и назначен на должность начальника 1-го отдела штаба Московской зоны ПВО, а затем — на должность начальника отдела ПВО 31-й армии, ведшей оборонительные боевые действия на ржевском направлении, а с октября принимавшей участие в ходе Калининской оборонительной и наступательной операций. С 28 ноября майор И. С. Гречкосий являлся уполномоченным Военного совета 31-й армии при 5-й стрелковой дивизии.
16 декабря 1941 года направлен на должность начальника штаба 166-й стрелковой дивизии, формировавшейся в г. Чебаркуль (Уральский военный округ). В период с 16 февраля по 15 апреля дивизия передислоцировалась в район города Любим (Ярославская область), а затем — в район города Осташков, после чего вела боевые действия против демянской группы войск противника.
В сентябре 1942 года назначен на должность заместителя начальника оперативного отдела штаба Северо-Западного фронта, после чего принимал участие в том числе и в ликвидации демянского выступа войск противника.
В сентябре 1943 года переведён на должность заместителя начальника оперативного отдела штаба Воронежского фронта, после чего принимал участие в битве за Днепр, а также Киевской наступательной и оборонительной операциях. Одновременно с этим исполнял должность коменданта Киева.
В декабре 1943 года назначен на должность заместителя начальника штаба — начальника оперативного отдела 18-й армии, которая принимала участие в ходе Житомирско-Бердичевской, Проскуровско-Черновицкой и Львовско-Сандомирской и Карпатско-Ужгородской наступательных операций. В ходе последней полковник И. С. Гречкосий командовал группой войск, целью которой было форсирование реки Бодрог и освобождение города Шаторасте-Уйчель.
8 февраля 1945 года назначен на должность командира 167-й стрелковой дивизии, которая принимала участие в боевых действиях в ходе Западно-Карпатской, Моравско-Остравской и Пражской наступательных операций.

### Послевоенная карьера
После окончания войны находился на прежней должности в Прикарпатском военном округе.
В апреле 1946 года направлен в Высшей военной академии имени К. Е. Ворошилова, где назначен на должность старшего преподавателя кафедры оперативного искусства, а в июне 1951 года — на должность старшего преподавателя кафедры ПВО.
Генерал-майор Иван Семёнович Гречкосий 29 декабря 1956 года вышел в запас. Умер 1 декабря 1985 года в Москве и похоронен в колумбарии Донского кладбища.

## Награды
- Орден Ленина (06.11.1947);
- Четыре ордена Красного Знамени (03.05.1943, 03.11.1944, 07.01.1945, 20.04.1953);
- Орден Кутузова 2 степени (29.06.1945);
- Три ордена Отечественной войны 1 степени (17.04.1944, 28.05.1945, 06.04.1985);
- Медали.

Иностранные награды
- Чехословацкий Военный крест (1939);
- Орден Белого льва 2 степени (1944)